# Афрера (озеро)
Афрера (также Афдера, Джульетти или Эгоги, амх. አፍሬራ ሐይቅ) — гиперсоленое озеро на севере Эфиопии. Расположенное в Килбет-Расу, регион Афар, является одним из озер Данакильской впадины. Лежит на высоте 112 м ниже уровня моря, площадь поверхности — 117 км². Средняя глубина озера — 20,9 м, максимальная достигает 80 м. Объём воды — 2,4 км³. Озеро состоит из двух плёсов, соединённых узким проливом. Площадь и объём южного, наибольшего, — 87 км² и 1,5 км³ соответственно; северного — 30 км² и 0,9 км³.
Озеро также известно под именем Джульетти, которое ему дал Раймондо Франкетти после того, как итальянский исследователь Джузеппе Мария Джульетти был убит афарами к юго-западу от озера. Другое название этого водоёма — озеро Эгоги, которое дал ему афарский гид Л. М. Несбитта, когда итальянский исследователь стал первым европейцем, увидевшим его в 1928 году.
Озеро Афрера является бессточным, расположено в пустынном районе, не имеет впадающих и вытекающих рек, питается подземными родниками и относится к гиперсоленым водоёмам. Котловина озера заполняет топографическую депрессию в северной части Афарского рифта и имеет вытянутую с севера на юг форму. Расположена на границе южной оконечности вулканического хребта Эрта-Але и северных оконечностей хребтов Алаита и Тат-Али. Батиметрические профили выявили каньон глубиной порядка 80 м. Благодаря близости к действующему вулкану Набро вода озера обладает низким pH и отличается кислой водой, с содержанием в ней в том числе серной кислоты.

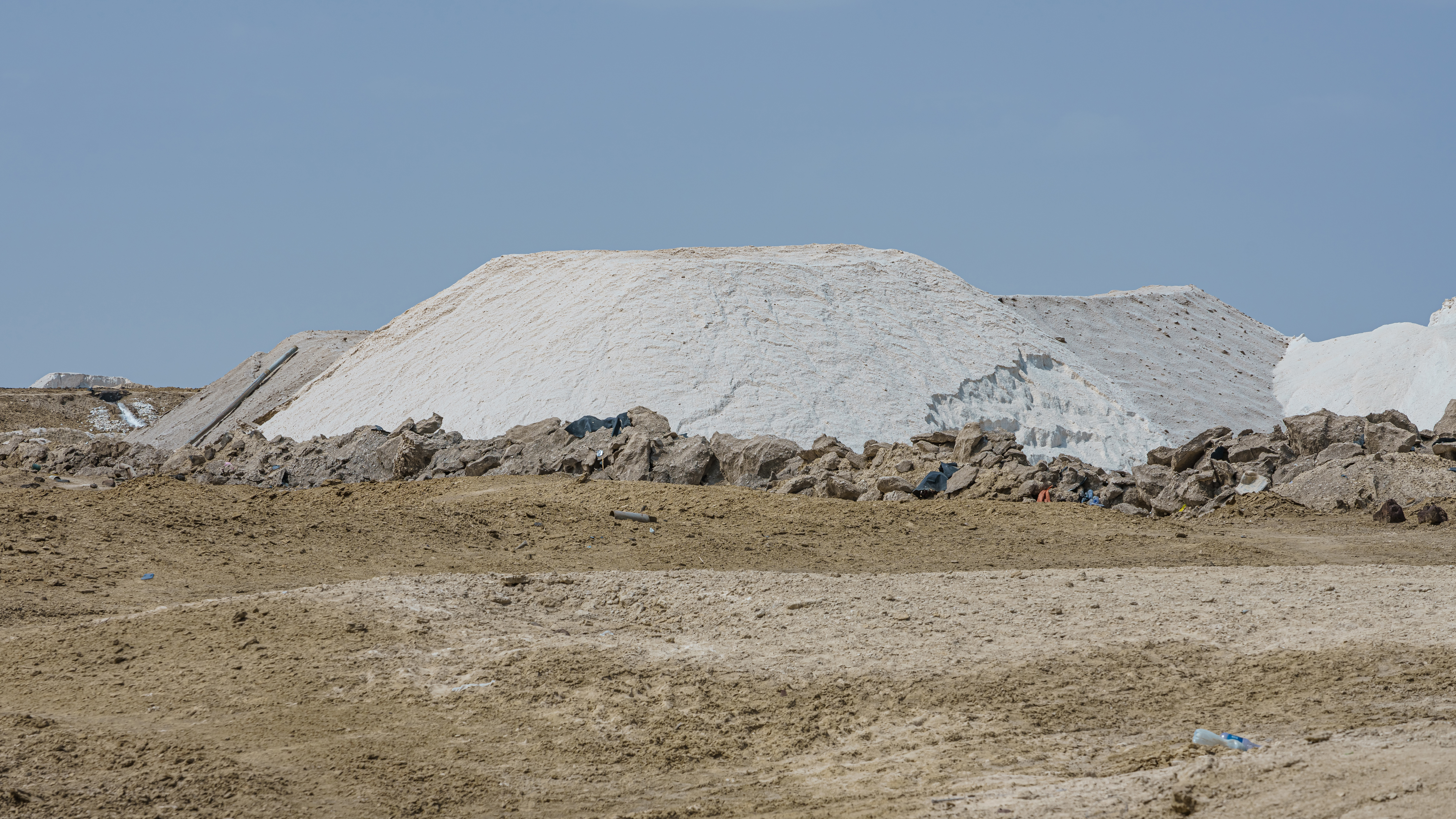
Добыча соли на берегу озера.

Отложения соли на его побережье используются для её добычи. В озере Афрера обитает несколько видов рыб, в том числе два эндемика: цихлиды Danakilia franchettii и Aphanius stiassnyae.